# Hamar Márton
Hamar Márton (Radnót, 1927. február 5. – Bukarest, 1987. március 25.) romániai magyar zoológus, természettudományi szakíró.

## Életpályája
Középiskoláit a marosvásárhelyi református kollégiumban (1947), egyetemi tanulmányait a Bolyai Tudományegyetemen (1947–49) és a szverdlovszki Makszim Gorkij Egyetemen (1949–54) végezte, a biológia doktora címnek megfelelő tudományos fokozatot 1959-ben Románia rágcsálóinak ökológiai-faunisztikai vizsgálatáról írt dolgozatával a moszkvai Lomonoszov Egyetemen V. G. Heptner irányítása alatt szerezte meg. 1954-től a bukaresti Mezőgazdasági Kutatóintézet növényvédelmi részlegének kutatója, majd a Növényvédelmi Kutatóintézet kisemlős laboratóriumának vezetője. Docens-doktor (1970).
Első dolgozatának (A nyest kaukázusi elterjedéséről és ökológiai feltételeiről. Natura 1955) megjelenése óta egyedül és szerzőtársakkal több mint száz tudományos közleménye, recenziója, számos mezőgazdasági ismeretterjesztő, továbbképző és népszerűsítő írása jelent meg román, magyar, orosz, angol, német és francia nyelven itthon és külföldön Románia rágcsálóiról, a velük kapcsolatos ökológiai, zoogeográfiai, alkalmazott biológiai (növényvédelmi) kérdésekről. Szakelőadásokkal vett részt országos tanácskozásokon és külföldi rendezvényeken (Moszkva, Athén, Washington, Oxford, Helsinki, Prága, Budapest, Genf); a Fauna R. S. Romaniae, Cercetări de Ecologie Animală, Energy flow through small mammal population (Varsó), EPPO Publications (Párizs), Monografia Porţile de Fier c. gyűjteményes kötetek munkatársa.
Szakmai tájékoztató cikkeit, ismeretterjesztő írásait, útleírásait és tudományos riportjait román és magyar nyelven a Probleme Agricole, Ştiinţa şi Tehnica, Scînteia, Előre, Ifjúmunkás, Vörös Zászló, Megyei Tükör, Jóbarát, Munkásélet, A Hét közölte.

## Kötetei
- Napkeleti ösvényeken (Domokos Géza előszavával, 1963)
- Din viaţa rozătoarelor (1967)
- Combaterea rozătoarelor dăunătoare (társszerző M. Sutova és Al. Tuţă, 1968)
- Véget nem érő nappalok (útikönyv, 1971)
- Populaţii de animale (Al. Tuţă társszerzőjeként, 1974)
- Viselkedések az állatvilágban (1982).

## További irodalom
- (VL) [Vincze László]: Hamar Márton: Véget nem érő nappalok. A Hét 1972/1.
- Farkas Zoltán: Erdők, mezők lakói. Falvak Dolgozó Népe 1983 13.
- Stanik István: Megismerési vágy, az új iránti érdeklődés. Ifjúmunkás 1983/39.

1. ↑  http://mek.oszk.hu/00300/00355/html/ABC05727/05907.htm. (Hozzáférés: 2017. október 9.)